# 藤本卓也
藤本 卓也（ふじもと たくや、1940年 - ）は、日本のソングライター、編曲家、歌手。北海道出身。
本名および旧芸名は柚木 公一（ゆずき こういち）。矢吹健『あなたのブルース』、五木ひろし『待っている女』（オリコンチャート最高位6位）等のヒット曲で知られる作家である。

## 人物・来歴
1958年4月、「岡田朝光とザ・キャラバン」のリード歌手・柚木 公一としてデビュー。当時のバックバンドはザ・ヴァン・ドッグスである。
ロカビリー歌手として活動し、飯田久彦・高松秀晴とともに「スリービート」と呼ばれた。1960年（昭和35年）には第11回「日劇ウエスタンカーニバル」に出演した。当時の代表曲はアッカー・ビルクのカヴァーで『白い渚のブルース』。その後、作曲家に転向した。
1968年、弟子の矢吹健に楽曲提供した『あなたのブルース』はオリコン27位のヒットとなり、矢吹は同年末『日本レコード大賞』新人賞を獲得した。藤本の門下生には勝彩也、佐久間浩二らがいる。
作家的ピークは1960年代 - 1970年代であった。詞・曲・編曲いずれも極端に個性の強い作風ではあるが、前述の『あなたのブルース』、あるいは『愛の旅路を』（内山田洋とクール・ファイブ）のほか、山口洋子（1937年 - 2014年）とコンビを組んだ『うしろ姿』（矢吹健）、『待っている女』（五木ひろし）などがヒットした。
根本敬らの「幻の名盤解放同盟」は、独特の世界観を持つ歌詞や、ロックなどに裏打ちされたメロディ・アレンジを評し、ワーグナーに比して「夜のワーグナー」と形容し評した。
1996年7月25日、自らが歌うアルバム『相棒』をリリース。
1997年10月22日発売の立花ハジメとLow Powersのアルバム『Low Powers』に収録された楽曲『泣いてどうなる!?』では、『相棒Part7 女たちよ』（『相棒』収録曲）の歌詞が引用・補作されている（クレジットは、Words：藤本卓也・高木完・立花ハジメ）。

## おもなディスコグラフィ

### 提供楽曲
カッコ内に明記していないものは、作詞・作曲ともに提供。
- 紀本ヨシオ・井上宗孝とシャープ・ファイブ『だから泣かないで』（1965年） - のちに宮本けんじ、おさだたいじがカヴァー、藤本がセルフカヴァー（1996年）
- 紀本ヨシオ・小林隆とブルー・ハワイアンズ『誰よりも誰よりも』（1966年）
- 紀本ヨシオ・ザ・キャラバン『砂に咲く花』（1967年3月）
- 紀本ヨシオ『知床の星』『哀愁の湖』（1967年）
- 平川幸夫『泣かせる東京』（1967年）
- 佐々木早苗『最後の人』（1968年）
- 矢吹健
  - 『あなたのブルース』（1968年） - オリコン最高位27位、第10回日本レコード大賞新人賞受賞曲
  - 『蒸発のブルース』（1968年）
  - 『うしろ姿』 （作詞：山口洋子、1969年）
- 市川好朗『淋しくないかい』『忘れさせて』（1969年）
- ボビー・ソロ『さよなら恋人』（1969年）
- ペギー葉山『悲しい道』（1969年）
- 渡るり子『女ひとりのブルース』（1969年）
- 戸田智次郎『男が女にブルースを』 （作詞：川内康範、1969年）
- 鳳けい子『雨の連絡船』（作詞：鳥井実、1969年）
- 島津ゆう子『ヘイ・モンロー ～モンローに捧げる歌～』『二つのコーヒー』（1969年）
- 天ヶ瀬美和『愛してよかった』『これでいいのよね』（1969年）
- 内山田洋とクール・ファイブ『愛の旅路を』（作詞：山口あかり、1970年） - オリコン最高位4位
- 岸ユキ『めまい（眩暈）』（1970年）
- 梅宮辰夫『シンボル・ロック』（作詞：志賀大介、1970年）
- 沢たまき『その時あなたは何をしていた?』『女の意地は私の命』（1970年）
- 小松京二『あなたに限って』（1970年）
- タマコ『私は私』（作詞：なかにし礼、1970年）
- 操洋子『お願い入れて』（1970年）
- 佐久間浩二『断絶のブルース』（1970年）
- 高峰光司『愛に命を』（1970年）
- 藤ジャンボ『バーテンダー・ブルース』（1970年）
- 三田明『振り返ってみたけれど』（作詞：山口洋子、1970年）
- えんじさやか『はだかで愛して』 （作詞：永井ひとし、1970年）
- 桂木圭子『流れ蝶』『ミナミの女』（作詞：しょうめぐみ、1971年）
- 林エイコ『波』『ローリング・タイド』（1971年）
- 山里ひろこ『女の背中は泣いている』『哀しい願い』（1971年）
- 谷崎一人『女のひとりごと』『愛は女の命』（1971年）
- 西城浩二『はじめてだから』『うつり香』（作詞：山口洋子、1971年）
- 原みつるとシャネル・ファイブ『稚内ブルース』（1971年）『信ずる他にない』（1972年）
- 浜村美智子『スキャンダル』（作詞有馬三恵子、1972年）
- 五木ひろし
  - 『待っている女』 （作詞：山口洋子、1972年） - オリコン最高位6位
  - 『夜汽車の女』（作詞：山口洋子、1972年） - オリコン最高位21位、ソウル歌謡
- 勝彩也『まぼろしのブルース』（1972年）
- 市川瑛子『カナダの夜明け』『夜明けの横浜』（作詞：さつきいつお、1972年）
- 杏真理子 『雪わり草』（作詞：ちあき哲也、1972年）
- 野村ミチ『その愛は』『愛の胸に振りかえれ』（1972年）
- 個々(ここ)『エバに捧ぐ』 （作詞：山口洋子、1972年）
- 江川渥『葛飾の女』 （作詞：あしのまろや、1972年）
- 森本和子『二杯目のコーヒー』 （作詞：山口洋子、1972年）
- 西郷輝彦『ローリング・ストーンズは来なかった』（1973年）
- 林和也『君が欲しい』（1973年）
- ザ・キャラクターズ『恋の人魚姫』『窓ぎわの女』（作詞：山口洋子、1973年）
- 中原美樹『愛のイエスタデイ』（1973年）
- みずさわ美都とクレイジー・ラブ『恋時計』（作詞：山口あかり、1974年）
- 宮崎憲二とハーバー・ナイツ 『人間砂漠』『愛の夜明け』（1974年）
- 朝倉つよしとコーラル・ゲイツ『噂のマリー』（作詞：火野かがり、1975年）
- 鶴岡雅義と東京ロマンチカ『恋はまぼろし』（作詞：高村貴士、1975年）
- 長谷二郎『闇夜のブルース』（作詞：山口洋子、1976年）
- 江夏旭『北風物語』『長崎から北へ』（1976年）
- 沢田あきらとハーバーナイツ『あなたの心を一人占め』（1980年）
- 碧夏子『サガポ ―旅立ち―』（作詞：里村龍一、1981年）
- 宮内ひろしとブルーシャンデリー 『君にジェラシー』（1981年）
- 星ひろみ『恋の家なき子』『このままずっと』（B面作詞：伊井田朗、1982年）
- 中悠子『眠れない女』（1982年）
- 八代亜紀『恋の彩』（作詞麻生香太郎、1983年）- 第4回古賀政男記念音楽大賞・大賞受賞曲
- 北原牧子『天使のブルース』『盛り場流れ唄』（B面作詞里村龍一、1985年）
- 立花ハジメとLow Powers『泣いてどうなる!?』（藤本卓也『相棒Part7 女たちよ』の歌詞を引用・補作、作詞：藤本卓也・高木完・立花ハジメ、作曲：立花ハジメ、1997年） - アルバム『Low Powers』
- 野路由紀子『ラストメール』（2006年）

### ソロシングル
- 白い渚のブルース（1962年） - 「柚木公一」名義、オムニバスアルバム『カッコイイ10人』収録・初録音[4]（アッカー・ビルクのカヴァー）
- リトル・シスター（英語版）（『歌う雑誌KODAMA』第25号附録、1962年3月発売） - 「柚木公一・岡田朝光とザ・キャラバン」名義（エルヴィス・プレスリーのカヴァー）
- マリーは恋人（英語版）（『歌う雑誌KODAMA』第25号附録、1962年3月発売） - 「柚木公一・岡田朝光とザ・キャラバン」名義（エルヴィス・プレスリーのカヴァー）
- ディスコ笑大夢（作・編曲藤本卓也、1979年発売）
  - 銀色の月の下（作詞・作曲・編曲藤本卓也）

### ソロアルバム
- 『相棒』（P-VINE RECORDS、1996年7月25日）

### 作品集
- 幻の名盤解放箱 - Yahoo! ミュージック（ウェイバックマシン） - 2005年2月18日発売
- 幻の名盤解放歌集「王道」もうがまんできない - Yahoo! ミュージック（ウェイバックマシン） - 2007年6月15日発売
- 幻の名盤解放歌集「王道」でも、やるんだよ! - Yahoo! ミュージック（ウェイバックマシン） - 2007年6月15日発売
- Low Powers! - Yahoo! ミュージック（ウェイバックマシン） - 1997年10月22日発売

## 関連事項
- ロカビリー三人男 - 平尾昌晃、ミッキー・カーチス、山下敬二郎
- 三人ひろし - 井上ひろし、水原弘、守屋浩
- 田代久勝とウエスタン・キャラバン
- 岡田朝光とザ・キャラバン
- シャープ・ホークス
- 原みつるとシャネル・ファイブ
- 彩木雅夫